# Häusles
Häusles ist ein Gemeindeteil des Marktes Mitwitz im oberfränkischen Landkreis Kronach in Bayern.

## Geographie
Der Weiler Häusles liegt etwa 20 Kilometer südöstlich von Coburg im Leutendorfer Forst oberhalb des Steinachtales.

## Geschichte
Elisabeth, die Äbtissin des Zisterzienserklosters Sonnefeld, veräußerte 1446 die klostereigene Wüstung „Hewsslins“ an fünf Bauern. Diese mussten einen jährlichen Zins entrichten und die klostereigenen Wälder zu Leutendorf betreuen, in denen sie das Forstrecht besaßen. Außerdem hatte das Kloster das Recht auf den zehnten Teil der landwirtschaftlichen Erträge. Nach der Auflösung des Klosters Sonnefeld 1526 hatte das Amt Sonnefeld von Sachsen-Coburg die Zentherrschaft inne.
1516 wurde Häusles als „Heusles“ im Urbar des Klosters erwähnt. Der Ortsname steht für Haus und Hof. Nach dem Tod von Herzog Albrecht im Jahr 1699 kam Häusles als Exklave des Amtes Sonnefeld im Jahr 1705 zu Sachsen-Hildburghausen. 1826 gelangte das Amt Sonnefeld gemäß dem Teilungsvertrag zu Hildburghausen wieder zu Sachsen-Coburg.
Häusles war nach Mitwitz gepfarrt, wohin auch die Kinder zur Schule gingen. Mitte des 19. Jahrhunderts wurde Häusles ein Ortsteil von Leutendorf, wo sich auch die neu errichtete Schule befand.
Häusles wurde mit Leutendorf am 1. Juli 1972 aus dem Landkreis Coburg in den Landkreis Kronach umgegliedert. Am 1. Januar 1976 wurde Häusles mit Leutendorf in Mitwitz eingegliedert.
1987 hatte der Weiler 24 Einwohner und 6 Wohnhäuser.
1991 wurde eine neue 220-kV-Leitung zwischen Remptendorf und Redwitz an der Rodach in Betrieb genommen, die an Häusles in rund hundert Meter Entfernung vorbeiführt.

## Einwohnerentwicklung
| Jahr | Einwohnerzahl |
| ---- | ------------- |
| 1843 | 20            |
| 1925 | 21            |
| 1950 | 17            |
| 1970 | 16            |
| 1987 | 24            |

## Sehenswürdigkeiten
In der Liste der Baudenkmäler in Mitwitz sind für Häusles neun Grenzsteine aufgeführt.